# ベンジャミン・ロイエンバーガー
ベンジャミン・ロイエンバーガー（独: Benjamin Leuenberger、1982年6月11日 - ）は、スイス・ゾロトゥルン出身のレーシングドライバー。

## 経歴
ロイエンバーガーは1999年にフォーミュラ・BMWジュニアでレースキャリアをスタートさせ、シリーズチャンピオンを獲得。後年、スイス・フォーミュラ・BMW ADAC、ドイツ・フォーミュラ・ルノー、ヨーロピアン・フォーミュラ・ルノー2000カップ、ドイツのポルシェ・カレラカップ、ポルシェスーパーカップ、V8スタードイツ、アメリカン・ル・マンシリーズ、ル・マン24時間レース、ル・マンシリーズ、 FIA GT選手権、 ADAC GTマスターズ、 FIA GT1世界選手権などで活躍した。